# Le Couteau du partage
Le Couteau du partage (titre original : The Sharing Knife) est une série de romans de fantasy de l'écrivaine américaine Lois McMaster Bujold. Initialement prévu pour constituer un seul livre, Le Couteau du partage s'est développé en une suite de quatre romans.
Les deux premiers romans sont centrés sur la romance qui se développe entre Faon Prébleu, une jeune fermière, et Dag Ailerouge, un patrouilleur. Les deux derniers sont plus orientés vers l'aventure et l'histoire du reste du monde.
Un cinquième roman, intitulé Knife Children, est paru en 2019. Il constitue une suite à Horizon, reprenant les évènements douze années plus tard.

## Éditions
- le premier tome, Ensorcellement (Beguilement), est paru en octobre 2006 (mai 2007 pour la version poche, février 2008 en France),
- le deuxième, Héritage (Legacy), est paru en juillet 2007 (mai 2008 version poche, octobre 2008 en France),
- le troisième tome, Passage (Passage), est sorti en avril 2008 (décembre 2008 pour la version poche, juin 2009 en France),
- le quatrième tome, Horizon (Horizon), est paru en janvier 2009 (janvier 2010 pour la version poche, février 2010 en France),
- le cinquième tome, Knife Children, est paru en janvier 2019.